# 国际主义共产党
国际主义共产党（義大利語：Partito Comunista Internazionalista）是意大利的一个左翼共产主义政党。1952年，国际共产党内部由奥诺拉托·达门领导的一个派别（该派别反对国际共产党领导人阿马迪奥·博尔迪加提出的“回到列宁”主张）建立了该党。1983年，该党和英国的共产主义工人组织发起组织了争取革命党国际局（2009年更名为国际主义共产主义倾向）。该党出版刊物《共产主义战役》，故被称作“国际主义共产党 (共产主义战役)”。
该党宣称它是源于国际共产党的诸多派别中规模最大的一个。